# Argentina en los Juegos Paralímpicos de Barcelona 1992
La participación de Argentina en los Juegos Paralímpicos de Barcelona 1992 fue la novena actuación paralímpica de los deportistas argentinos, en la también novena edición de los Juegos Paralímpicos. 
La delegación argentina se presentó en 4 deportes (natación, atletismo, tenis de mesa y básquetbol en silla de ruedas), con 27 deportistas, pero con la limitación de que se incluyó a una sola era mujer. Argentina compitió en 31 eventos masculinos y sólo dos eventos femeninos. 
El equipo paralímpico obtuvo 2 medallas (1 de oro y 1 de plata) ambas logradas en atletismo por Horacio Bascioni. Lejos de los desempeños del período 1960-1980 y con un grave retroceso debido a la exclusión de las deportistas mujeres -que históricamente se aproximó a la mitad de la delegación-, y aún considerando baja la cantidad de medallas obtenidas de acuerdo al promedio histórico, fue positivo el logro de ganar una medalla de oro, que no se conseguía desde 1980.
Argentina ocupó la 40.ª posición en el medallero general, sobre 82 países participantes.

## Medallero
| Medalla          | Nombre           | Deporte   | Evento                                 |
| ---------------- | ---------------- | --------- | -------------------------------------- |
| Medalla de oro   | Horacio Bascioni | Atletismo | Lanzamiento de jabalina THW2 masculino |
| Medalla de plata | Horacio Bascioni | Atletismo | Lanzamiento de bala THW2 masculino     |

## Dos medallas en atletismo
El equipo de atletismo obtuvo dos medallas, una de oro (lanzamiento de jabalina) y otra de plata (lanzamiento de bala), ambas obtenidas por Horacio Bascioni, con récord paralímpico en el primer caso.
| Atletismo Varones Lanzamiento de jabalina THW2 Participantes: 7 | Atletismo Varones Lanzamiento de jabalina THW2 Participantes: 7 | Atletismo Varones Lanzamiento de jabalina THW2 Participantes: 7 | Atletismo Varones Lanzamiento de jabalina THW2 Participantes: 7 | Atletismo Varones Lanzamiento de jabalina THW2 Participantes: 7 |
|                                                                 | Atleta                                                          | País                                                            | Distancia                                                       |                                                                 |
| --------------------------------------------------------------- | --------------------------------------------------------------- | --------------------------------------------------------------- | --------------------------------------------------------------- | --------------------------------------------------------------- |
| 1                                                               | Horacio Bascioni                                                | Argentina                                                       | RP 12.62                                                        |                                                                 |
| 2                                                               | Douglas Heir                                                    | Estados Unidos                                                  | 11.96                                                           |                                                                 |
| 3                                                               | Hal Merril                                                      | Canadá                                                          | 11.50                                                           |                                                                 |
| Fuente: IPC.                                                    |                                                                 |                                                                 |                                                                 |                                                                 |

| Atletismo Varones Lanzamiento de bala THW2 Participantes: 7 | Atletismo Varones Lanzamiento de bala THW2 Participantes: 7 | Atletismo Varones Lanzamiento de bala THW2 Participantes: 7 | Atletismo Varones Lanzamiento de bala THW2 Participantes: 7 | Atletismo Varones Lanzamiento de bala THW2 Participantes: 7 |
|                                                             | Atleta                                                      | País                                                        | Distancia                                                   |                                                             |
| ----------------------------------------------------------- | ----------------------------------------------------------- | ----------------------------------------------------------- | ----------------------------------------------------------- | ----------------------------------------------------------- |
| 1                                                           | Douglas Heir                                                | Estados Unidos                                              | RM 6.95                                                     |                                                             |
| 2                                                           | Horacio Bascioni                                            | Argentina                                                   | 6.08                                                        |                                                             |
| 3                                                           | Hal Merril                                                  | Canadá                                                      | 5.86                                                        |                                                             |
| Fuente: IPC.                                                |                                                             |                                                             |                                                             |                                                             |

## Deportistas
La delegación deportiva argentina estuvo integrada por: 
- Varones: Marcelo Angelucci, Pablo Astoreca, Horacio Bascioni, Vitaliano Brandoli, Pablo Carozo, Fabián Castilla, José Ceballos, Miguel Cibelli, Héctor Coronel, Roque de Grazia, Gustavo Duffourc, Rubén Dusso, Luis Godoy, Eduardo Gómez, José Daniel Haylan, Juan Jerez, Héctor Leurino, Candelario Mamani, José Leonardo Marino, Héctor Miras, Santiago Morrone, Fabián Pasiecznik, Luis Paz, Omar Pochettino, Javier Salomón, Daniel Sotomayor.[1]

- Mujeres: Marta Makishi.[1]